# 刘峻周

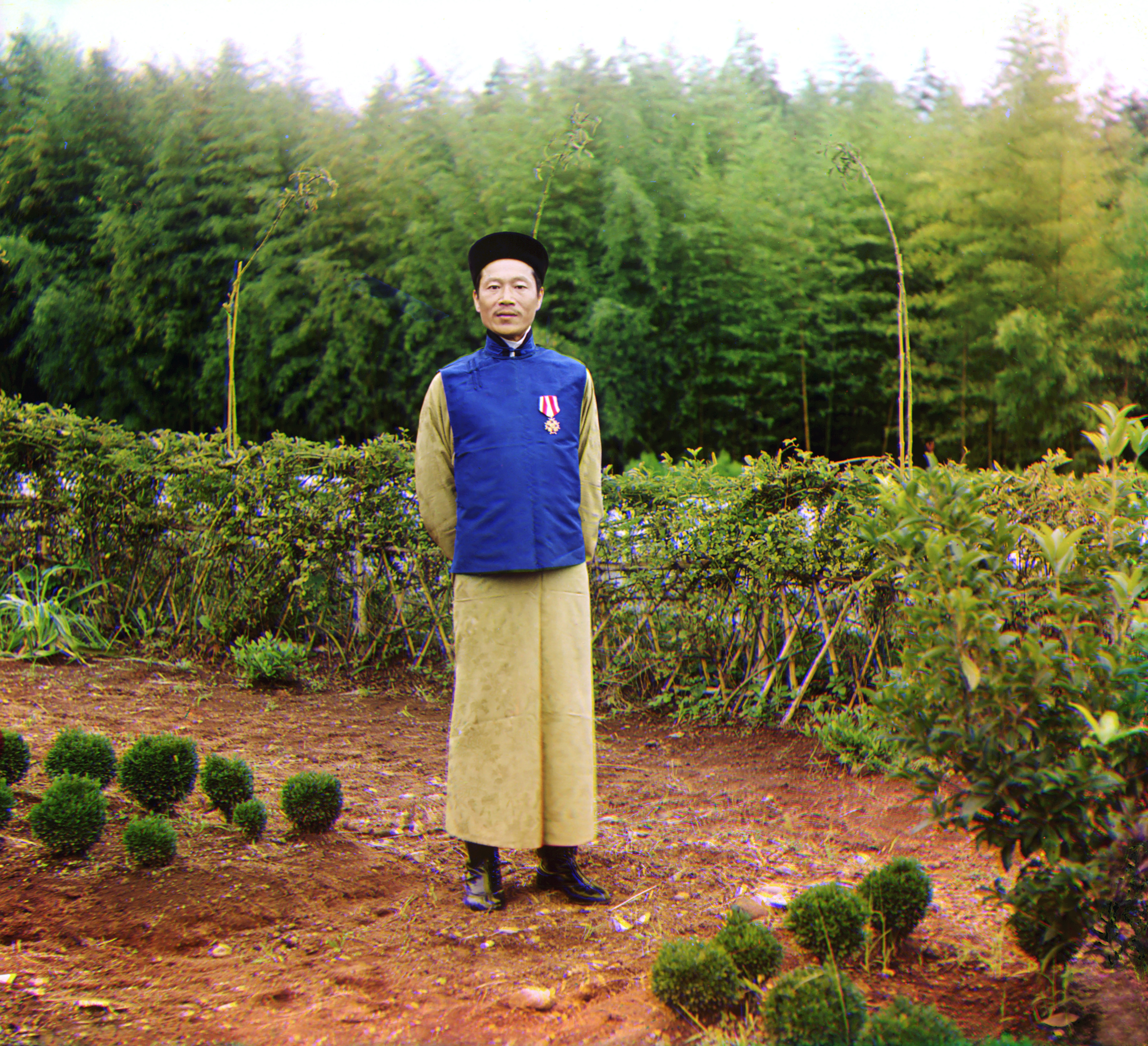
1905年到1915年间，刘峻周在恰克瓦的茶园内

刘峻周（1870年—1939年），男，祖籍湖南，客籍广东高要，中国茶叶专家，格鲁吉亚种茶创始人之一。

## 生平
刘峻周早年逃荒来到汉口，被同宗祖父辈的刘氏茶坊第37代传人、茶商刘运兴收留，在汉口刘氏茶坊当学徒。1883年，俄商从湖北羊楼洞购买了大批茶籽、茶苗，种植在克里木的尼基特植物园内。但因土壤、气候、水质条件不适宜种茶，茶树长势不良。俄商乃改从中国引进种茶、制茶人才。光绪十三年 （1887年），刘峻周到宁波茶厂学技术。1888年，俄国皇家采办商波波夫到中国选购茶叶，结识刘峻周，常询问他茶叶种植和加工问题。波波夫邀刘峻周和他到俄国生产茶叶。
清朝光绪十九年（1893年）十月十三日，刘峻周和波波夫带着采购的数千公斤茶籽、数千株茶苗，以及12名茶叶技工从宁波出发，经广州、马六甲海峡、印度洋、红海、苏伊士运河、地中海、爱琴海、黑海，最后抵达俄国格鲁吉亚阿扎里亚的巴统港。刘峻周和波波夫率领中国茶叶技工在格鲁吉亚阿扎里亚黑海沿岸的巴统地区种植80公顷茶树，筹建波波夫茶厂。经过三年试种取得成功，生产出第一批红茶。三年期满后，受波波夫之托，刘峻周回中国又选一批茶籽，于1897年5月携全家回阿扎里亚，在恰克瓦（距离巴统14公里）继续种茶，茶园渐渐扩大，并且按中国形式开办茶厂。1900年，该厂生产的茶叶在巴黎世界展览会获得金质奖章，引起俄国政府注意。1901年，在俄国农业部长叶尔莫洛夫推荐下，受俄国政府邀请，刘峻周任恰克瓦皇家庄园茶厂主管，第一年便获丰收，此后产量逐年递增，后来年产茶2000磅。此后经他建议，俄国当局创办茶叶工艺学校。1909年，获得俄国政府授予斯坦尼斯拉夫三级勋章，成为未取得俄国国籍而获授勋的第一位中国人。1912年，在“俄罗斯亚热带植物展览会”上，刘峻周等人生产的茶获大会奖状。

1904年夏，列宁到格鲁吉亚寻访斯大林等革命者时，和斯大林一起拜访了刘峻周。后来，刘峻周托斯大林向列宁转交了3万卢布的活动经费。俄国十月革命后，苏俄政府重视茶业，刘峻周任国营茶商经理。列宁曾两次约见刘峻周，列宁提出苏俄人自办茶厂，中断苏俄同中国的茶叶贸易，并希望刘峻周加入苏俄国籍。1924年10月13日，获苏联政府授予劳动红旗勋章。格鲁吉亚《东方曙光报》刊登的一篇文章赞扬刘峻周是“伟大的中国和格鲁吉亚人民的光荣儿子”。
刘峻周被誉为格鲁吉亚种茶创始人之一。格鲁吉亚黑海沿岸漫山变得都是茶林，所产的“刘茶”便是以刘峻周的刘姓命名。刘峻周在格鲁吉亚开创的茶叶种植及加工业不断发展，到1990年代中期共有6.23万公顷茶园，年产量超过50万吨，占原苏联地区茶叶产量的95%。格鲁吉亚的茶叶除了供应苏联各加盟共和国之外，还出口到土耳其、德国等地。格鲁吉亚国家档案馆至今仍收藏着刘峻周当年写的报告。刘峻周在恰克瓦办公的地方，如今是格鲁吉亚科学院茶叶科技研究所。
刘峻周在格鲁吉亚工作30多年，一直为中国国籍。1924年底，苏联驱逐侨民，所有未加入苏联国籍的侨民都将被驱逐出境。斯大林亲自约见刘峻周，要求他加入苏联国籍，但刘峻周未答应。1925年，刘峻周携全家回中国，在黑龙江省哈尔滨定居。回中国前，刘峻周赠给巴统博物馆的多张照片和一个佩戴32年的象牙小圆球，至今仍收藏在巴统博物馆。
刘峻周回国时，本想携全家回广东，但儿子刘绍周（刘泽荣）当时已定居哈尔滨，于是刘峻周1925年回国后也到哈尔滨定居。在哈尔滨，刘峻周开始养马，并经营赛马。
1939年，刘峻周在哈尔滨逝世。

## 家庭
刘峻周的5个孩子少年时代都在黑海沿岸度过，接受当地教育。
- 长子：刘泽荣，曾代表中国工人阶级出席1919年3月举行的共产国际第一次大会、1920年7月举行的第二次大会，曾三次见过列宁。列宁在他的身份证上亲笔写下“请苏维埃各机关团体给刘泽荣各种协助”。刘泽荣晚年任中华人民共和国外交部顾问。曾任商务印书馆编辑，编有《俄华大辞典》一书，1971年逝世。
- 二子：刘维周，兰州中苏友好协会副秘书长、兰州师范学院教授，1975年逝世。
  - 二儿媳：刘媛娜，格鲁吉亚人。
  - 孙子：刘光杰，刘维周和刘媛娜之子，北京师范大学俄语系教授。
  - 孙子：刘光彦，刘维周和刘媛娜之子，曾在大学教授俄语。
  - 孙女：刘光文，刘维周和刘媛娜之女，1959年离开中国留学格鲁吉亚第比利斯，后成为格鲁吉亚籍画家，任格中友协会长，第比利斯自由大学教授，2004年出版格鲁吉亚文《刘峻周传》。[6][3]
- 三女：刘美芳，在北京教俄文，1985年逝世。
- 四女：刘阿丽，兰州大学俄文教研室主任，1970年逝世。
- 五女：刘姗姗，兰州西北师范学院俄语教授。1986年76岁。[1][2]